# Lumbricillus eudioptus
Lumbricillus eudioptus is een ringworm uit de familie van de Enchytraeidae. De wetenschappelijke naam van de soort is voor het eerst geldig gepubliceerd in 1955 door Bülow.